# Lista comunelor din Bouira

Harta Algeriei cu provincia Bouira evidențiată

Din provincia Bouira fac parte următoarele comune:
- Ain-Bessem
- Ahnif
- Aghbalou
- Aïn El Hadjar
- Ahl El Ksar
- Ain Laloui
- Ath Mansour Taourirt
- Aomar
- Aïn El Turc
- Ait Laziz
- Bouderbala
- Bechloul
- Bir Ghbalou
- Bouiche⁠(d)
- Boukram
- Bordj Okhriss
- Bouira
- Chorfa
- Dechmia
- Dirrah
- Djebahia
- El Hakimia
- El Hachimia
- El Adjiba
- El Khabouzia
- El Mokrani
- El Asnam
- Guerrouma
- Haizer
- Hadjera Zerga
- Kadiria
- Lakhdaria
- M'Chedallah
- Mezdour
- Maala
- Maamora
- Oued El Berdi
- Ouled Rached
- Raouraoua
- Ridane
- Saharidj
- Sour El Ghozlane
- Souk El Khemis
- Taguedit
- Taghzout
- Zbarbar